# 尼古拉·德林西奇

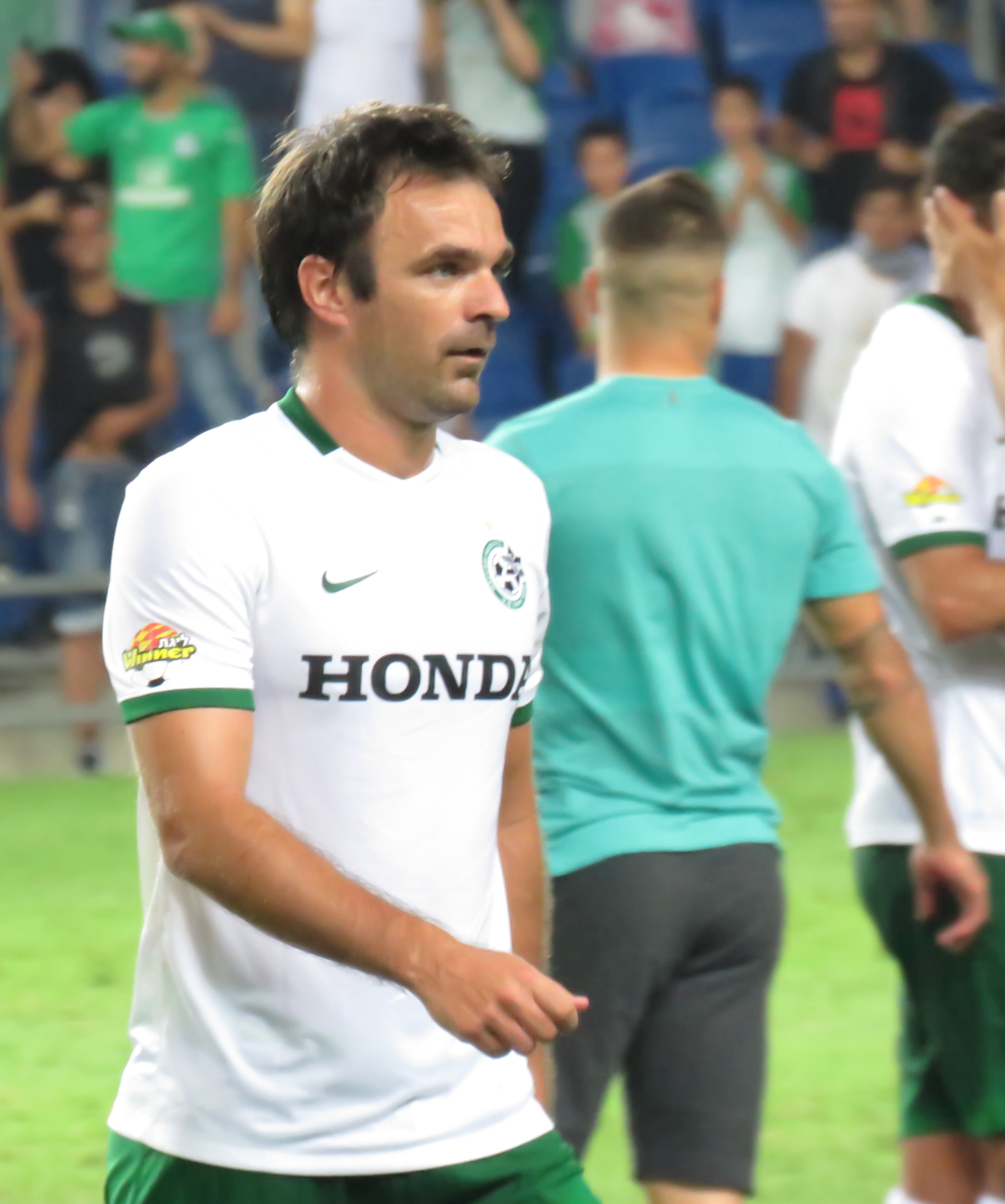

尼古拉·德林西奇（1984年9月7日—）是一位黑山足球運動員，在場上的位置是中場或後衛。他現在效力於塞爾維亞足球超級聯賽球隊游擊隊足球俱樂部。他也代表黑山國家足球隊參賽。